# Maria Eugénia de Canavial
Maria Eugénia da Câmara Leme Homem de Vasconcelos ou Valentina Maria Eugénia da Câmara Leme de Canavial, (Funchal, 17 de setembro de 1863 – Funchal, 21 de janeiro de 1945), também conhecida por Maria Eugénia Canavial  foi uma filantropa portuguesa. Recebeu a comenda do Grande Oficialato da Ordem de Benemerência devido aos seus atos de caridade.
Foi fundadora e presidente da instituição de Assistência a Crianças Fracas e Pobres, da Assembleia Geral da Associação Católica da Obra Internacional de Proteção às Raparigas na Madeira, do pavilhão-jardim Sol e do Lactário. Presidiu, ainda, às Zeladoras do Apostolado da Oração do Centro Paroquial de S. Pedro, ao Secretariado Feminino da Adoração do Coração de Jesus e da Liga dos Adoradores. Foi membro da Associação das Damas de Caridade, da Associação das Três Rosas do Escolhido, da Congregação das Filhas de Maria Imaculada e da Liga das Senhoras da Ação Católica.

## Vida e obra
Maria Eugénia Canavial nasceu no Funchal, na freguesia de São Pedro, a 17 de setembro de 1863, sendo filha dos condes de Canavial, João da Câmara Leme Homem de Vasconcelos e de Maria Amélia da Fonseca da Câmara Leme. Era neta paterna de Francisco da Câmara Leme de Vasconcelos, e de Carolina Augusta da Câmara Leme e neta materna do pianista Ricardo da Fonseca e de Ludovina Tavares da Fonseca. Foi batizada como Valentina, tendo adotado, posteriormente, o nome Maria Eugénia e o apelido Canavial, devido ao título nobiliárquico atribuído à sua família pelo rei D. Luís I de Portugal.
Foi-lhe outorgada pelo Governo Português a comenda do Grande Oficialato da Ordem de Benemerência, por sugestão do médico Francisco Gentil, impressionado pelo trabalho de beneficência que desenvolvia.
Morreu aos 81 anos, solteira, vítima de uma hemorragia cerebral, a 21 de Janeiro de 1945 em São Pedro, Funchal.
Após o seu falecimento, o lactário que havia fundado passou a designar-se por Centro Infantil e Escola do 1.º Ciclo Maria Eugénia Canavial.
Em Novembro de 2013, foi lançado no Centro Infantil Maria Eugénia Canavial, o livro "Da Fé brotam as Obras - Vida e Obra de Maria Eugénia de Canavial", sobre a vida e obra de Maria Eugénia Canavial, da autoria de Fátima Teixeira Gomes, prefaciado por D. Maurílio de Gouveia, Arcebispo emérito de Évora, e apresentado pelo advogado Ricardo Vieira.
Na obra Cristãos Exemplares na Diocese do Funchal durante os séculos XIX e XX, de D. Maurílio Gouveia, Maria Eugénia Canavial surge como uma das dez figuras que marcaram a vida da Diocese do Funchal.